# Piotr Łobodziński
Piotr Łobodziński (ur. 4 lipca 1985 w Bielsku Podlaskim) – polski lekkoatleta, biegacz przełajowy i górski. Trener biegania. Od sezonu 2011 specjalizujący się w bieganiu po schodach.

## Osiągnięcia
Mistrz Świata z 2015 i sześciokrotny zdobywca Pucharu Świata (2013–2017 i  2019) oraz sześciokrotny Mistrz Polski w tej dyscyplinie (2011, 2012, 2016-2019). Mistrz Europy w bieganiu po schodach 2014, Wicemistrz 2016 oraz brązowy medalista 2012. Zwycięzca cyklu Vertical World Circuit (2014-2019) organizowanego przez International Skyrunning Federation (ISF). Zwycięzca prestiżowych biegów na Empire State Building 2017 i 2019 w Nowym Jorku oraz na Wieżę Eiffla (2015-2019) w Paryżu.
| Rok  | Impreza                                          | Miejsce        | Konkurencja     | Pozycja                          |
| ---- | ------------------------------------------------ | -------------- | --------------- | -------------------------------- |
| 2016 | Mistrzostwa Europy w Biegach Górskich            | Arco           | styl anglosaski | 16. miejsce                      |
| 2016 | Mistrzostwa Polski w Przełajowych                | Żagań          | bieg seniorów   | 3. miejsce drużynowo             |
| 2016 | Mistrzostwa Polski w Biegu na Orientację         | Uniejów        | bieg seniorów   | 1. miejsce sztafety sprinterskie |
| 2015 | Mistrzostwa Polski w Biegu na Orientację         | Kraków         | bieg seniorów   | 3. miejsce                       |
| 2015 | Mistrzostwa Polski w Przełajowych                | Iława          | bieg seniorów   | 2. miejsce drużynowo             |
| 2014 | Mistrzostwa Polski w Biegach Górskich            | Sobótka        | bieg seniorów   | 1. miejsce                       |
| 2014 | Mistrzostwa Polski w biegach przełajowych (4 km) | Kraków         | bieg seniorów   | 3. miejsce                       |
| 2013 | Mistrzostwa Polski w Crossduathlonie             | Dzierżoniów    | wyścig seniorów | 3. miejsce                       |
| 2013 | Mistrzostw Świata w Biegach Górskich             | Krynica Zdrój  | styl anglosaski | 60. miejsce                      |
| 2012 | Mistrzostwa Polski w Biegach po Schodach         | Katowice       | bieg seniorów   | 1. miejsce                       |
| 2011 | Mistrzostwa Polski w Biegach po Schodach         | Katowice       | bieg seniorów   | 1. miejsce                       |
| 2011 | Mistrzostwa Polski w Biegach Górskich            | Ustrzyki Dolne | bieg seniorów   | 3. miejsce                       |

Uczestnik Mistrzostw Świata w Biegach Górskich rozgrywanych w 2013 w Krynicy-Zdroju (60. miejsce) oraz Mistrzostw Europy rozgrywanych we włoskim Arco w 2016 roku - 16 miejsce. Złoty medalista Mistrzostw Polski w Biegach Górskich na krótkim dystansie z 2014 roku (Bieg na Ślężę). Brązowy medalista Mistrzostw Polski w Biegach Przełajowych Kraków 2014 (4km), złoty medal drużynowo LŁKS „Pferbet Śniadowo” Łomża. Brązowy medalista Mistrzostw Polski w Biegach Górskich w stylu anglosaskim z Ustrzyk Dolnych w 2011 roku. Brąz MP w Biegu na Orientację - Kraków 2015 (dystans sprinterski). Mistrz Świata 2015 (Doha, Katar) oraz Mistrz Europy w bieganiu po schodach 2014 (Wiedeń, Brno, Bratysława). Mistrz Polski w bieganiu po schodach z 2011 i 2012 roku. Srebrny medalista Mistrzostw Polski w drużynie LŁKS „Pferbet Śniadowo” Łomża w biegach przełajowych – Bydgoszcz 2013, złoto Kraków 2014 i srebro Iława 2015. Medalista Mistrzostw Polski w Crossduathlonie 2013 (brąz). W 2013-2017 i 2019 zwycięzca Pucharu Świata w bieganiu po schodach (Towerrunning World Cup). Zwycięzca cyklu Vertical World Circuit 2014-2019 w bieganiu po schodach organizowanego przez International Skyrunning Federation (ISF).

## Rekordy życiowe
- Bieg na 1000 metrów – 2:38,20 (2013 Warszawa)
- Bieg na 1500 metrów – 4:07,16 (2013 Warszawa)
- Bieg na 3000 metrów – 8:45,00 (2013 Warszawa)
- Bieg na 3000 metrów z przeszkodami – 9:13,53 (2014 Łomża)
- Bieg na 5000 metrów – 14:36,54 (2016 Łomża)
- Bieg na 5 kilometrów – 14:48 (2015 Wiązowna)
- Bieg na 10 kilometrów – 30:36 (2015 Milanówek)[4][5]

## Towerrunning
- 2017: 1. miejsce Eiffel Tower Run Up Paryż, Francja[6]
- 2017: 1. miejsce Empire State Building Run Up, Nowy Jork, USA
- 2016: 1. miejsce Haruka Sky Run, Osaka, Japonia
- 2016: 1. miejsce Swissotel Vertical Marathon, Singapur
- 2016: 2. miejsce Shanghai IFC Vertical Run, Chiny
- 2016: 1. miejsce Prudential Tower, Boston, USA
- 2016: 1. miejsce VWC, Pekin, Chiny
- 2016: 1. miejsce VWC, Manila, Filipiny (rekord trasy)
- 2016: 1. miejsce Guangzhou, Chiny
- 2016: 2. miejsce Grand Prix Europy, Wiedeń, Brno, Bratysława
- 2016: 1. miejsce Vertical Rush, Londyn, Wielka Brytania
- 2016: 2. miejsce Mistrzostwa Europy, Bieg na Szczyt Rondo 1, Warszawa
- 2016: 1. miejsce Eiffel Tower Run Up Paryż, Francja (rekord trasy)
- 2016: 1. miejsce Sky Tower Run, Wrocław (rekord trasy)
- 2016: 2. miejsce Grand Prix of Germany, SkyRun MesseTurm Frankfurt, Niemcy
- 2016: 1. miejsce Almas Tower Run, Dubaj, ZEA
- 2016: 1. miejsce Almere Tower Run, Almere, Holandia
- 2016: 2. miejsce Benidorm Vertical Run, Benidorm, Hiszpania
- 2015: 1. miejsce Swissotel Vertical Marathon, Singapur
- 2015: 1. miejsce Shanghai IFC Vertical Run, Chiny
- 2015: 1. miejsce Mistrzostwa Świata w Bieganiu po schodach Doha, Katar
- 2015: 1. miejsce Grand Prix of Austria, Millenium Tower Run Up Wiedeń, Austria (rekord trasy)
- 2015: 1. miejsce Grand Prix of Europe (Wiedeń, Brno, Bratysława)
- 2015: 1. miejsce Taipei 101 Run Up, Tajwan
- 2015: 1. miejsce Tallinn TV Tower Premium Race, Estonia
- 2015: 1. miejsce Sky Tower Run, Wrocław
- 2015: 1. miejsce Grand Prix of Germany, SkyRun MesseTurm Frankfurt, Niemcy
- 2015: 1. miejsce Vertical World Circuit, VertiGO Paryż, Francja (rekord trasy)
- 2015: 1. miejsce Intercontinental Run, Warszawa (rekord trasy)
- 2015: 1. miejsce Eiffel Tower Run Up Paryż, Francja (rekord trasy)
- 2015: 1. miejsce Grand Prix of Poland Bieg na Szczyt Rondo 1, Warszawa
- 2015: 1. miejsce Vertical Rush, Londyn, Wielka Brytania
- 2015: 3. miejsce Hong Kong ICC Vertical Run, Hong Kong
- 2015: 2. miejsce Donauturm Treppenlauf Wiedeń, Austria (Finał Pucharu Świata)
- 2014: 3. miejsce Hong Kong ICC Vertical Run, Hong Kong
- 2014: 1. miejsce Corrida Vertical São Paulo, Brazylia (rekord trasy)
- 2014: 2. miejsce Shanghai IFC Vertical Run, Chiny
- 2014: 1. miejsce China World Summit Wing Hotel Vertical Run Pekin, Chiny
- 2014: 2. miejsce The Westin Chongqing Liberation Square Vertical Run, Chiny
- 2014: 1. miejsce Grand Prix of Austria, Millenium Tower Run Up Wiedeń, Austria (rekord trasy)
- 2014: 1. miejsce Corrida Vertical 2014 Santos, Brazylia (rekord trasy)
- 2014: 1. miejsce Donauturm Treppenlauf Wiedeń, Austria (rekord trasy)
- 2014: 1. miejsce AZ Tower Vertical Sprint Brno, Czechy (rekord trasy)
- 2014: 3. miejsce UFO Vertical Sprint Bratysława, Słowacja
- 2014: 1. miejsce Grand Prix of Germany, SkyRun MesseTurm Frankfurt, Niemcy (rekord trasy)
- 2014: 1. miejsce Vertical World Circuit, VertiGO Paryż, Francja (rekord trasy)
- 2014: 1. miejsce Tallinn TV Tower Premium Race, Estonia (rekord trasy)
- 2014: 1. miejsce Grand Prix of Qatar Torch Staircase Run, Doha (rekord trasy)
- 2014: 1. miejsce Grand Prix of Poland Bieg na Szczyt Rondo 1, Warszawa (rekord trasy)
- 2014: 2. miejsce Taipei 101 Run Up, Tajwan
- 2013: 1. miejsce TowerRunning Basel, Szwajcaria
- 2013: 1. miejsce SkyRun MesseTurm Frankfurt, Niemcy
- 2013: 1. miejsce Avaz Tower Running Sarajewo, Bośnia i Hercegowina (rekord trasy)
- 2013: 1. miejsce Praha Run Up Tower Park, Czechy (rekord trasy)
- 2013: 2. miejsce Bieg na Szczyt Rondo 1, Warszawa
- 2013: 2. miejsce Taipei 101 Run Up, Tajwan
- 2013: 2. miejsce Beijing Vertical Run Pekin, Chiny
- 2013: 3. miejsce Ufo Vertical Sprint Bratysława, Słowacja
- 2013: 3. miejsce Millenium Tower Run Up Extreme Wiedeń, Austria
- 2013: 3. miejsce Schlossberg Stiegenlauf Graz, Austria
- 2013: 3. miejsce Swissotel Vertical Marathon, Singapur
- 2013: 3. miejsce Race to ICC-100, Hong Kong
- 2012: 1. miejsce Avaz Tower Running Sarajewo, Bośnia i Hercegowina (rekord trasy)
- 2012: 1. miejsce Altus Cup Mistrzostwa Polski, Katowice
- 2012: 1. miejsce Praha Run Up City Empiria, Czechy (rekord trasy)
- 2012: 1. miejsce Millenium Tower Run Up Extreme Wiedeń, Austria
- 2012: 2. miejsce Turmlauf Hall in Tirol, Austria
- 2012: 2. miejsce Twin Tower Wiedeń, Austria
- 2012: 3. miejsce Schlossberg Stiegenlauf Graz, Austria
- 2012: 3. miejsce SkyRun MesseTurm Frankfurt, Niemcy
- 2012: 3. miejsce Ołomuniec Run Up, Czechy
- 2011: 1. miejsce Altus Cup Mistrzostwa Polski, Katowice (rekord trasy)
- 2011: 1. miejsce Praha Run Up City Empiria, Czechy
- 2011: 1. miejsce Stiegenlauf im Business Park Wiedeń, Austria
- 2011: 1. miejsce Millenium Tower Run Up Extreme Wiedeń, Austria
- 2011: 2. miejsce Olomouc Run Up, Czechy
- 2011: 2. miejsce Berlin Sky Run, Niemcy
- 2011: 2. miejsce Mediolan Vertical Sprint, Włochy